# Alsónémedi
Alsónémedi is een plaats (nagyközség) en gemeente in het Hongaarse comitaat Pest. Alsónémedi telt 4841 inwoners (2007).